# Breznica (Eslováquia)
Breznica é um município da Eslováquia, situado no distrito de Stropkov, na região de Prešov. Tem 9,92 km² de área e sua população em 2018 foi estimada em 840 habitantes.

## Demografia
| Ano:        | 1994 | 2004    | 2014    | 2024   |
| ----------- | ---- | ------- | ------- | ------ |
| Broj ljudi: | 645  | 725     | 813     | 849    |
| Razlika:    |      | +12,40% | +12,13% | +4,42% |

| Ano:               | 2023 | 2024   |
| ------------------ | ---- | ------ |
| Número de pessoas: | 848  | 849    |
| Diferença:         |      | +0,11% |